# 齒緣刺獵蝽
齒緣刺獵蝽（学名：Sclomina erinacea）为獵蝽科刺獵蝽屬下的一个物种。棲息於中國華南地區、香港、台灣等地。

## 外觀特徵
體長13-16mm，身體呈黃褐色並帶有黑褐色斑。頭部，前胸背板和前後足關節部份佈滿棘刺，腹部周圍具特殊的波狀鋸齒突起。

## 生態習性
成蟲出現於春至秋季, 棲息於低中海拔山區。